# Bernt-Peter Robra
Bernt-Peter Robra (* 27. Juli 1950) ist ein deutscher Epidemiologe und Sozialmediziner.

## Leben
Bernt-Peter Robra studierte bis 1976 Medizin an der Medizinischen Hochschule Hannover (MHH). Als Stipendiat der Studienstiftung des Deutschen Volkes schloss er einen Studiengang der öffentlichen Gesundheitspflege an der Hebräischen Universität Jerusalem als Master of Public Health ab. In den 1980er Jahren arbeitete Robra wissenschaftlich vorrangig auf den Gebieten der Epidemiologie und Sozialmedizin, zunächst am Zentralinstitut für die Kassenärztliche Versorgung, Köln. Seit 1985 leitete Robra den Arbeitsbereich Epidemiologie in der Abteilung Epidemiologie und Sozialmedizin der Medizinischen Hochschule Hannover. Seit dem Wintersemester 1992/93 bis zum 31. März 2018 war Robra Direktor des Instituts für Sozialmedizin und Gesundheitsökonomie der Otto-von-Guericke-Universität Magdeburg. 1995 erhielt er den Hufeland-Preis für die Deutsche Mammografie-Studie, ein Qualitätssicherungs-Projekt. 2017 verlieh ihm die Deutsche Gesellschaft für Sozialmedizin und Prävention die Salomon-Neumann-Medaille. In seinen Forschungsarbeiten beschäftigt sich der Wissenschaftler vorrangig mit der Qualitätssicherung der Krankenversorgung.
Ende der 2010er Jahre war er im Review Board des Projektes "Neuordnung Krankenhaus-Landschaft: Weniger ist mehr", das die Schließung von Krankenhaus-Standorten empfiehlt.

## Funktionen
Robra war von 2004 bis 2010 Präsident der Deutschen Gesellschaft für Sozialmedizin und Prävention, einer Mitgliedsgesellschaft der Arbeitsgemeinschaft der Wissenschaftlichen Medizinischen Fachgesellschaften (AWMF).